# 宁州 (金朝)
宁州，中国金朝时设置的州。
金朝天会五年（1127年），夺得北宋永宁军，金太宗天会七年（1129年），改为宁州，治所在博野县（今河北省保定市蠡县），为刺史州。隶属于河北东路河间府瀛海军节度使。海陵王完颜亮天德三年（1151年）改名为蠡州。